# Paula Gans
Pour les articles homonymes, voir Gans (homonymie).

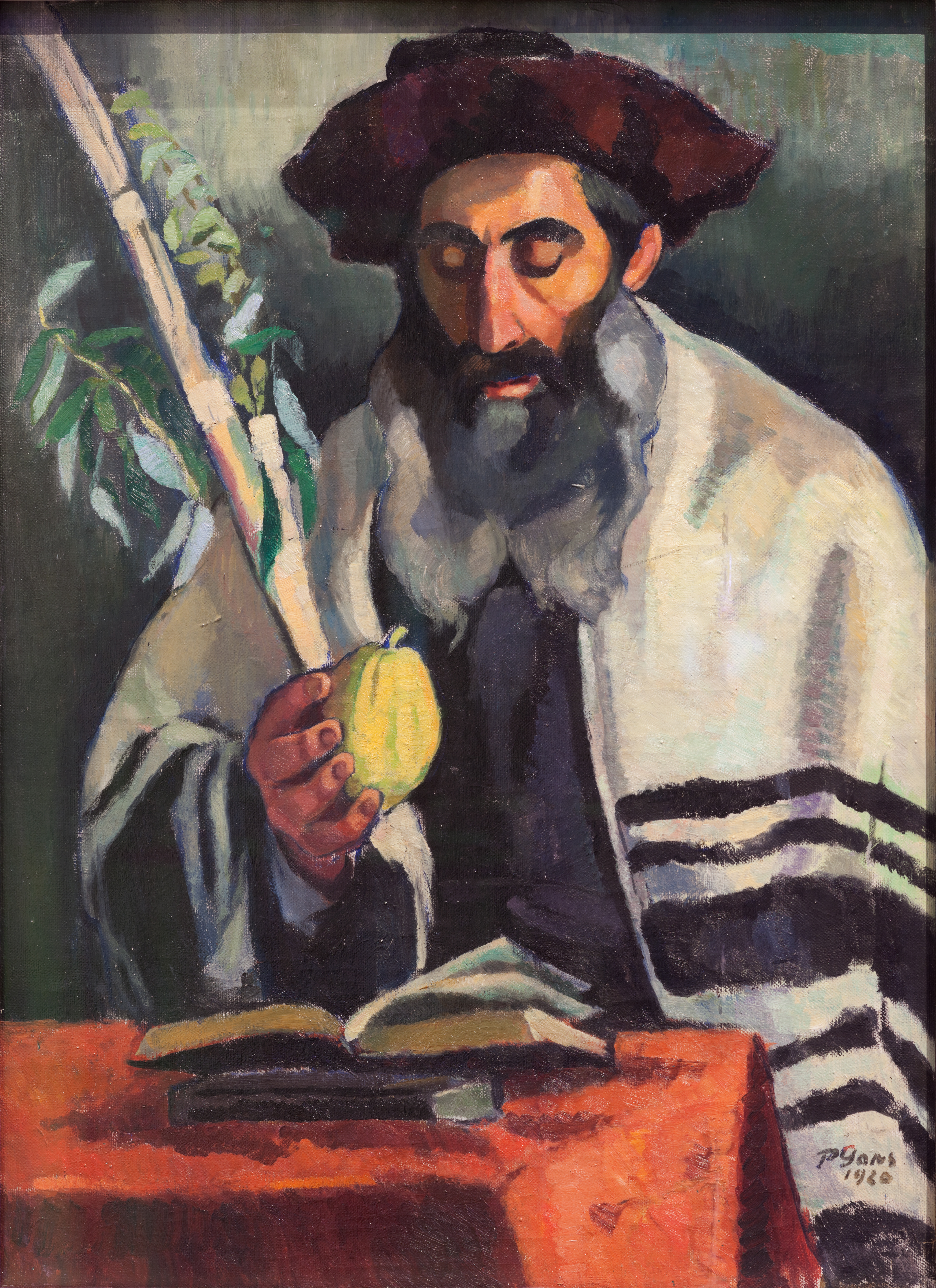
Paula Gans : En prière lors de la fête des Tabernacles, huile sur toile, 86 × 62,5 cm, 1920, Musée d'histoire de Hambourg

Paula Gans (née le 9 mai 1883 à Hronov en Bohême et morte le 7 novembre 1941 à Hambourg) était une artiste peintre tchèque de natures mortes, de portraits et de nus qui a principalement vécu et exercé son art à Hambourg.

## Biographie et œuvre
Paula Gans est la fille d'Ignaz Gans et Johanna (née Goldberg). Elle émigre en Allemagne avec son frère Richard (1877-1941) et s'installe à Hambourg en 1920. Peu de temps après son arrivée à Hambourg, elle se lie d'amitié avec la peintre Hertha Spielberg (1890-1977) et partage un atelier avec elle dans la Curiohaus au 15 de la Rothenbaumchaussee. Hertha Spielberg  a étudié à l'école des métiers d'art et des arts appliqués d'Altona, et pendant trois ans, à partir de 1910 à l'Académie de la Grande-Chaumière à Paris.
Ses paysages, ses nus et ses natures mortes montrent que Paula Gans s'est tournée vers les impressionnistes français. Le portrait intitulé En prière lors de la fête des Tabernacles réalisé dès 1920, montre un rabbin en train de prier. « Le visage ascétique à forte barbe, le châle de prière et le livre de prières ouvert soulignent une  profonde concentration dans la prière. C'est le seul tableau qui indique les origines juives orthodoxes de Paula Gans ». La peintre Gertrude Schaeffer et la photographe Charlotte Rudolph comptaient ses amies et collègues de Hambourg. En 1932, le petit cercle amical se rend dans le sud de la France et à Paris. Dans sa peinture à l'huile intitulée Paris Montmartre, Place du Tertre (1932, 66 × 50 cm), réalisée à cet endroit, l'influence française est sensible.
Au début des années 1930, Gans a également exercé comme portraitiste. Plusieurs portraits du pianiste Wilhelm Barg et de son père ainsi qu'un portrait de l'artiste Gertrud Schaeffer ont été retrouvés dans sa succession.

## Persécution
Pour Paula Gans, juive, les conditions de vie à Hambourg sont devenues de plus en plus contraignantes et ses avoirs bancaires ont été gelés. À partir de la mise en place du protectorat de Bohême-Moravie, elle ne bénéficie plus de la protection liée à sa nationalité tchécoslovaque. Le 25 avril 1933, elle est exclue de la société des artistes de Hambourg en raison de son origine juive. En novembre 1941, Paula et Richard Gans reçoivent un ordre de déportation vers le ghetto de Minsk. Le 7 novembre 1941, à la veille de son départ en déportation, Paula Gans se suicide. Richard est assassiné à Minsk la même année. Devant leur ancienne maison, au 10 Eppendorfer Baum 10, on peut voir deux Stolpersteine à leur nom.
De grands pans de son travail d'artiste ont été retrouvés dans la succession d'Hertha Spielberg en 1977 et ont révélé la portée et la teneur de son œuvre.